# Федорків Михайло Павлович
Михайло Павлович Федорків (1922, село Стрийського повіту Станиславівського воєводства, Польща, тепер Стрийського району Львівської області ) — український радянський діяч, машиніст залізничного депо, новатор виробництва. Депутат Верховної Ради УРСР 3-го скликання.

## Біографія
Народився в родині селянина-бідняка. Працював у сільському господарстві. З 15 років наймитував у німецьких колоністів у селі Грабовець Стрийського повіту.
З осені 1939 року працював у паровозному депо залізничної станції Стрий, навчався на машиніста. З 1941 року — в евакуації, працював машиністом паровоза у східних районах СРСР.
У 1944 році повернувся на роботу машиніста у паровозному депо залізничної станції Стрий, закінчив курси машиністів. Передовик виробництва, новатор на залізничному транспорті.
Безпартійний. 25 лютого 1951 року був обраний депутатом Верховної Ради УРСР 3-го скликання від Стрийського виборчого округу № 95 Дрогобицької області.
Після виходу на пенсію проживав у селі Кавсько Стрийського району Львівської області.

## Нагороди
- медалі